# Marecos
Marecos é uma povoação portuguesa do Município de Penafiel que foi sede da extinta Freguesia de Marecos, freguesia que tinha 4,12 km² de área e 1 068 habitantes (2011), e, por isso, uma densidade populacional de 259,2 hab/km².
Freguesia de Marecos foi extinta pela reorganização administrativa de 2012/2013, tendo o seu território sido agregado ao da Freguesia de Penafiel.

## População
| População da freguesia de Marecos | População da freguesia de Marecos | População da freguesia de Marecos | População da freguesia de Marecos | População da freguesia de Marecos | População da freguesia de Marecos | População da freguesia de Marecos | População da freguesia de Marecos | População da freguesia de Marecos | População da freguesia de Marecos | População da freguesia de Marecos | População da freguesia de Marecos | População da freguesia de Marecos | População da freguesia de Marecos | População da freguesia de Marecos |
| --------------------------------- | --------------------------------- | --------------------------------- | --------------------------------- | --------------------------------- | --------------------------------- | --------------------------------- | --------------------------------- | --------------------------------- | --------------------------------- | --------------------------------- | --------------------------------- | --------------------------------- | --------------------------------- | --------------------------------- |
| 1864                              | 1878                              | 1890                              | 1900                              | 1911                              | 1920                              | 1930                              | 1940                              | 1950                              | 1960                              | 1970                              | 1981                              | 1991                              | 2001                              | 2011                              |
| 679                               | 579                               | 638                               | 661                               | 734                               | 739                               | 820                               | 861                               | 906                               | 848                               | 907                               | 1 103                             | 1 177                             | 1 062                             | 1 068                             |

| Distribuição da População por Grupos Etários | Distribuição da População por Grupos Etários | Distribuição da População por Grupos Etários | Distribuição da População por Grupos Etários | Distribuição da População por Grupos Etários | Distribuição da População por Grupos Etários | Distribuição da População por Grupos Etários | Distribuição da População por Grupos Etários | Distribuição da População por Grupos Etários | Distribuição da População por Grupos Etários |
| -------------------------------------------- | -------------------------------------------- | -------------------------------------------- | -------------------------------------------- | -------------------------------------------- | -------------------------------------------- | -------------------------------------------- | -------------------------------------------- | -------------------------------------------- | -------------------------------------------- |
| Ano                                          | 0-14 Anos                                    | 15-24 Anos                                   | 25-64 Anos                                   | > 65 Anos                                    |                                              | 0-14 Anos                                    | 15-24 Anos                                   | 25-64 Anos                                   | > 65 Anos                                    |
| 2001                                         | 217                                          | 183                                          | 562                                          | 100                                          |                                              | 20,4%                                        | 17,2%                                        | 52,9%                                        | 9,4%                                         |
| 2011                                         | 183                                          | 134                                          | 613                                          | 138                                          |                                              | 17,1%                                        | 12,5%                                        | 57,4%                                        | 12,9%                                        |

Média do País no censo de 2001:  0/14 Anos-16,0%; 15/24 Anos-14,3%; 25/64 Anos-53,4%; 65 e mais Anos-16,4%
Média do País no censo de 2011:   0/14 Anos-14,9%; 15/24 Anos-10,9%; 25/64 Anos-55,2%; 65 e mais Anos-19,0%